# Ляцкий, Евгений Александрович
Евге́ний Алекса́ндрович Ля́цкий (3 (15) марта 1868 — 7 июля 1942) — российский и чехословацкий литературовед, литературный критик и историк литературы, этнограф, фольклорист и писатель.

## Биография
Родился 3 (15) марта 1868 года в Минске в семье дворянина-землевладельца, дальний родственник поэта Л. А. Мея.
С 16 лет увлекался сбором фольклора, ездил в экспедиции. В 1889—1893 годах учился на Словесном отделении Историко-филологического факультета Московского университета. В 1890-х годах преподавал в нём. Ездил в экспедиции в Полесье, Приволжье, на Русский Север. С конца 1890-х по 1907 год служил в Санкт-Петербурге сначала в Институте антропологии и этнографии им. Петра Великого, затем — старшим этнографом, заведующим отделом в Этнографическом отделе Русского музея им. Александра III. Дослужился до чина статского советника.
После Октябрьской революции в конце 1917 года эмигрировал в Финляндию, затем в 1920 году — в Швецию, и, наконец, в 1922 году — в Чехословакию. Работал профессором русского языка и литературы в Карловом университете в Праге, а также преподавал в Русском свободном университете.
Умер 7 июля 1942 года. Похоронен на Ольшанском кладбище.

## Творчество
Научные статьи начал писать в 1890 году, публикуя материалы по белорусской этнографии и фольклору в «Этнографическом обозрении» и «Известиях Отделения русского языка и словесности». Отдельно издал «Материалы для изучения творчества и быта белорусов. Вып. I. Пословицы, поговорки, загадки» (Москва, 1890).
С конца 1890-х годов как критик и историк литературы принимал участие в журналах «Чтения Московского общества истории и древностей», «Известия II отделения Академии наук», «Читатель», «Исторический вестник», «Образование», «Русское богатство», «Журнал для всех», «Познание России», «Голос минувшего», «Современный мир», «Современник», в «Большой энциклопедии», «Энциклопедическом словаре Брокгауза и Ефрона» и др. С 1901 года состоял ближайшим сотрудником «Вестника Европы», где напечатал ряд больших статей о М. Горьком, А. Чехове, В. Вересаеве, Л. Андрееве, И. Гончарове, Н. Гоголе, описание этнографической поездки на Печору и множество рецензий в отделе «Литературного обозрения», которым он заведовал. Отдельно издал «Новооткрытый журнал Екатерининской эпохи „Не всё и не ничего“. Текст и предисловие» (Москва, 1899), «И. А. Гончаров. Критические очерки» (СПб., 1904).
Как литературовед Ляцкий принадлежал к культурно-исторической школе. Согласно А. М. Грачёвой, его позиция «отличалась эстетическим консерватизмом и ориентацией на русскую реалистическую литературу XIX в. как на непревзойдённый образец», что привело к недооценке им А. Чехова и неприятию русского модернизма. В политическом плане склонялся к либерализму.
Женившись на дочери А. Пыпина, получил возможность пользоваться его архивом, благодаря чему выпустил трёхтомную переписку Н. Чернышевского с родными («Чернышевский в Сибири», СПБ, 1912—1913) и собрание писем В. Белинского (3 тт., СПБ, 1913—1914), использовал отдельные неопубликованные материалы для ряда работ о Чернышевском, переиздал некоторые труды Пыпина. В 1909 году основал в Санкт-Петербурге акционерное издательство «Огни», публиковавшее художественные, научно-популярные и детские книги.
В Финляндии Ляцкий редактировал газету «Северная жизнь», в Стокгольме он организовал и возглавил издательство «Северные огни», издававшее русскую классическую литературу, в Праге — издательство «Пламя» (1923—1926). В Праге Ляцкий сотрудничал в газете «Воля России», журналах «Новая русская книга», «Русский архив» и др. Написал работы «И. А. Гончаров. Жизнь и творчество» (1925), «Роман и жизнь. Развитие творческой личности Гончарова, 1812—1857» (1925), «История русского языка» (1928).
Уже в конце 1880-х годов опубликовал ряд стихотворений. В дальнейшем изданы его произведения «В звёздную ночь» («Вестник Европы», 1905, № 6), «Чуть брезжил рассвет…» («Нива», 1907, № 13-16) и роман «Тундра» (Прага, 1925) о нравах русской эмиграции.

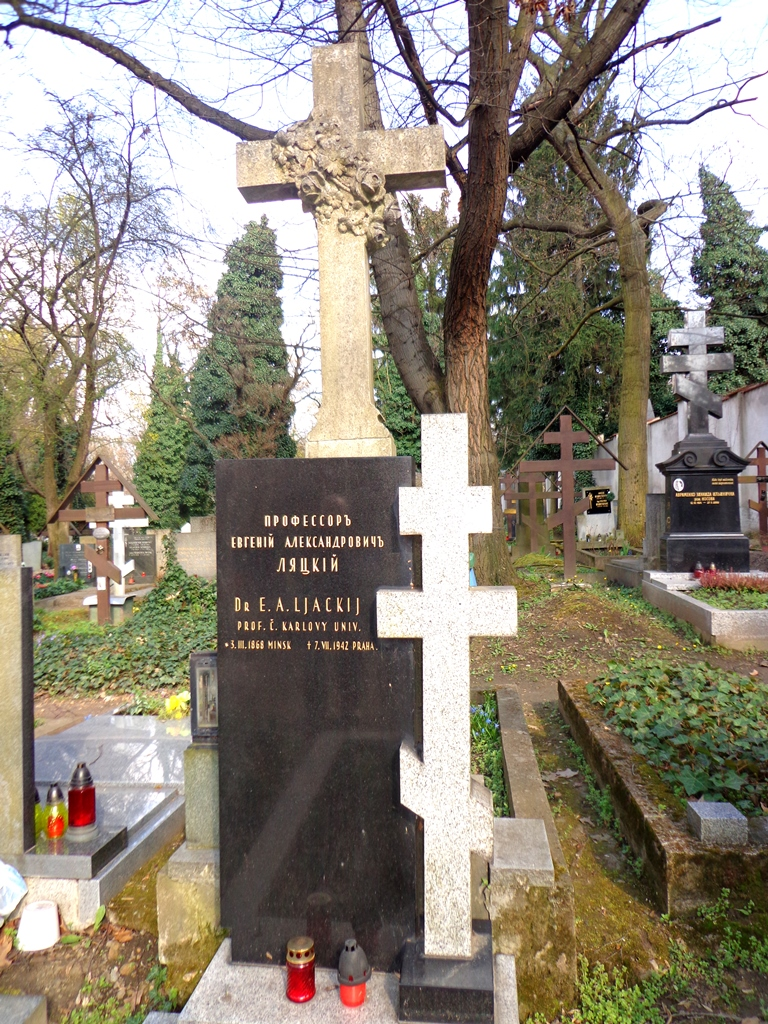
Могила Е. А. Ляцкого, индекс участка/index pozemku: 19, номер захоронения/číslo hrobu: 28, Ольшанское кладбище/Olšanské hřbitovy, 2ob, координаты/souřadnice: 50°04′50″ с. ш. 14°28′14″ в. д. HGЯO

## Основные труды
- Материалы для изучения творчества и быта белорусов. Вып. I. Пословицы, поговорки, загадки. — М., 1890.
- Новооткрытый журнал Екатерининской эпохи «Не всё и не ничего». Текст и предисловие. — М., 1899.
- И. А. Гончаров. Критические очерки. — СПб., 1904 (издание 2-е, СПб., 1912; издание 3-е, Стокгольм, 1920).
- И. А. Гончаров. Жизнь и творчество. — Прага, 1925.
- Роман и жизнь. Развитие творческой личности И. А. Гончарова. Жизнь и быт. 1812—1857. — Прага, 1925.
- История русского языка. — Прага, 1928.
- Praktická učebnice jazyka ruského : Napsal Evgenij Ljackij, spoluprací přispěl Emil Smetánka. — Прага, 1936.